# Izzalini
Izzalini is een plaats (frazione) in de Italiaanse gemeente Todi.